# Cholula
Cholula de Rivadavia (Nahuatl: Cholollan) is een kleine stad in de Mexicaanse staat Puebla. Cholula heeft 82.964 inwoners (census 2005) en is de hoofdplaats van de gemeente San Pedro Cholula. Cholula ligt binnen het stedelijk gebied van Puebla. De plaatsen Santa Isabel Cholula en San Andrés Cholula worden vaak als deel van Cholula gezien, maar maken daar formeel gezien geen deel van uit.

## Geschiedenis
Cholula was een belangrijke stad in precolumbiaans Meso-Amerika, met een datering die teruggaat tot minstens de 2e eeuw v.Chr., met een kleine nederzetting die nog enkele duizenden jaren eerder ontstond. Later was het de tweede grootste stad van het Azteekse rijk. De naam is een verbastering van het Nahuatl Cholollan, wat 'plaats van degenen die ontsnappen' betekent, of anders misschien van Chololoaque, 'vallend water'.
Cholula was een belangrijk centrum tegelijkertijd met Teotihuacán en lijkt, op zijn minst gedeeltelijk, ontsnapt te zijn aan de gewelddadige vernietiging die zoveel andere steden trof aan het einde van de Meso-Amerikaanse klassieke periode. Cholula bleef zo een regionaal belangrijk centrum, in zoverre, dat in de tijd van de neergang van het Azteekse rijk, de Azteekse prinsen nog steeds formeel ingewijd werden door een Cholulaanse priester op een manier die doet denken aan, zo niet analoog is aan, de manier waarop sommige Mayaprinsen naar Teotihuacán lijken te zijn gekomen in een zoektocht naar enige vorm van formalisering van hun leiderschap.
Ten tijde van de komst van Hernán Cortés was Cholula onderdeel van het Azteekse rijk, de tweede grootste stad na de Azteekse hoofdstad Tenochtitlan (huidig Mexico-Stad) als de grootste stad van centraal Mexico, mogelijk met een bevolking van 100.000 mensen. Naast de grote tempel van Quetzalcoatl en verschillende paleizen, had de stad 365 tempels.

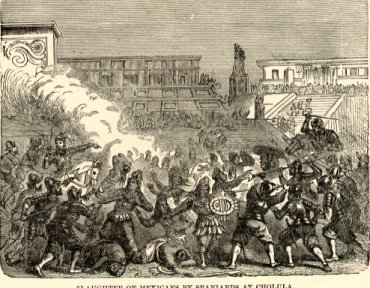
De Cholula-slachting van 1519

In 1519 voerde Cortés, ofwel in een bewuste poging om de Azteken in Tenochtitlan angst aan te jagen, ofwel (zoals hij later beweerde tijdens een onderzoek) om een voorbeeld te stellen uit angst voor verraad van de lokale bevolking, een beruchte slachtpartij uit, waarbij duizenden ongewapende edellieden gedood werden en de stad gedeeltelijk afbrandde.
Een paar jaar later bezwoer Cortés dat de stad herbouwd zou worden met een christelijke kerk, als vervanging van elk der oude heidense tempels; minder dan 50 nieuwe kerken werden in werkelijkheid gebouwd, maar de Spaanse koloniale kerken komen opmerkelijk veel voor voor een stad van deze omvang. Er is een veelgebruikt gezegde in Cholula dat er een kerk is voor elke dag van het jaar, maar het gerucht doet de rondte dat het werkelijke aantal dichter bij de 280 ligt.
Tijdens de Spaanse Koloniale periode werd Cholula in omvang voorbijgestreefd door de nabij gelegen stad Puebla, waarvan het tegenwoordig een voorstad is.

## Grote Piramide van Cholula
Cholula is de bekende plaats van de Grote Piramide van Cholula, qua volume het grootste door de mens gemaakte bouwwerk in de wereld.

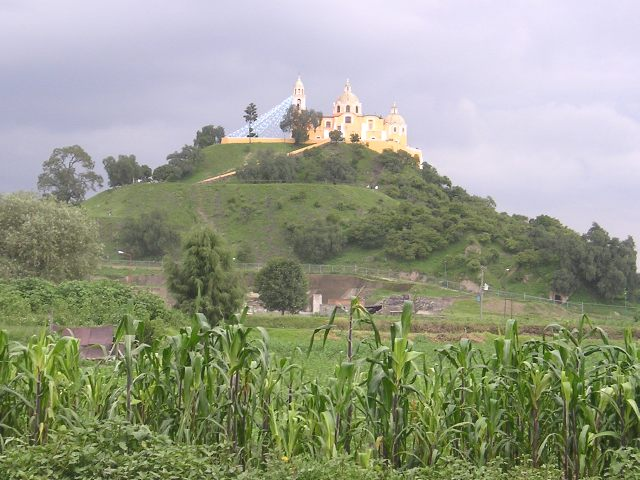
De katholieke kerk Nuestra Señora de los Remedios kijkt uit over Cholula vanaf de top van de Grote piramide
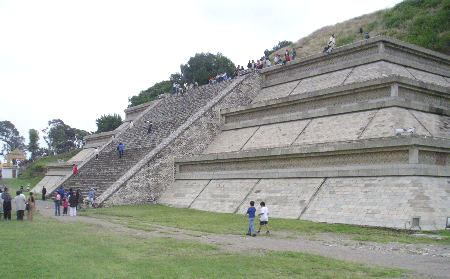
Slechts een fractie van een trap aan een zijde van de Grote Piramide van Cholula is hersteld in zijn oude glorie
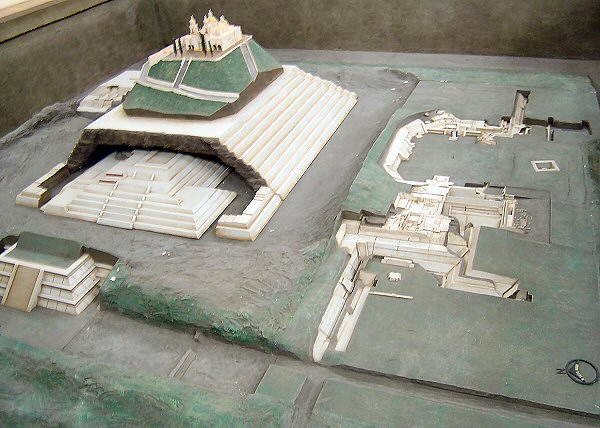
Maquette van de Grote Piramide van Cholula in het lokale museum